# Hendrik van Kalkar
Hendrik van Kalkar (ook Heinrich Egher von Kalkar, Heinrich Egher, Heinrich von Calcar) (Kalkar, 1328 – Keulen, 20 december 1408) was een Duits kartuizer mysticus en koortheoreticus.

## Leven
Na in Kalkar de Latijnse school te hebben gevolgd, studeerde Van Kalkar in Keulen en Parijs. In 1356 werd hij magister artium in Parijs, en in 1358 of 1359 magister regens. Vanaf 1363 leefde hij als kanunnik in de Sint-Joriskerk in Keulen en in de Sint-Suïtbertuskerk in Kaiserswerth. Hij trad in 1365 in de kartuizerorde in Keulen in, waarna hij van 1367 tot 1372 prior was in Monnikhuizen bij Arnhem. Vervolgens werd hij rector in Roermond. Van 1378 tot 1384 was Van Kalkar prior van het Sint Barbaraklooster in Keulen en vervolgens tot 1396 prior van het Mariënbergklooster bij Straatsburg. Van 1375 tot 1395 was Van Kalkar ook visitator van de provincie Alemannia inferior van de orde. In het schisma dat de kartuizers trof koos Van Kalkar 1381 de kant van de Clementisten. Daarop werd hij door het buitengewoon generaal kapittel der Urbanisten afgezet als visitator. In 1382 koos hij de kant van de Urbanisten en werd hij weer in zijn ambt hersteld. In 1396 ging Van Kalkar met pensioen. Hierna leefde hij als eenvoudige monnik in het Keulse kartuizerklooster tot zijn dood in 1408.
Als geleerde, koortheoreticus en mysticus schreef Van Kalkar muziektheoretische, juridische, historische en vooral ascetisch-mystieke geschriften, waarvan met name de laatste van grote invloed waren op de religieuze vernieuwingsbeweging Moderne Devotie rond Geert Grote. Van Kalkar had in 1374 in Utrecht een ontmoeting met Grote, zijn oud-studiegenoot in Parijs. Deze ontmoeting zou de aanleiding tot de bekering van Grote hebben gevormd.
- Bibliothèque nationale de France: cb119927542 (data)
- Biografisch Portaal: 57675458
- Gemeinsame Normdatei: 118709828
- International Standard Name Identifier: 0000 0001 1569 6846
- Library of Congress Control Number: n2002065437
- Nederlandse Thesaurus van Auteursnamen: 070143889
- SNAC: w6xd1640
- Système universitaire de documentation: 028004833
- Virtual International Authority File: 88633957
- WorldCat: E39PBJjHd67YYWbwGBqYcphyh3